# Mesnil-Mauger (Senna Marittima)
Mesnil-Mauger è un comune francese di 241 abitanti situato nel dipartimento della Senna Marittima nella regione della Normandia.

## Società

### Evoluzione demografica
Abitanti censiti